# 徐大椿
徐大椿（1693年—1771年），原名大業，字靈胎，號洄溪，江蘇吳江人。清朝醫學家。

## 生平
徐釚之孫。自幼聰強過人，喜豪辯。自《周易》、《道德》、《陰符》家言，以及天文、地理、音律，“以至舞刀夺槊、勾卒、嬴越之法，靡不宣究”，尤精於醫術。二十歲以後學武，日後能举起三百斤重的石头。初以諸生貢太學。後棄去，往來吳淞、震澤，專以醫活人，“每视人疾，穿穴膏肓，能呼肺腑之语。”乾隆二十五年（1760年）大学士蒋溥患病，乾隆帝命徐大椿入京醫治，大椿直言蒋之病已不可治。
乾隆三十六年（1771年），奉詔回京，當時大椿已重病在身，由其子徐爔陪同，勉强支撑到京城。第三天，自拟对联：“满山芳草仙人药，一径清风处士坟”。当夜病逝。大椿著書頗多，有《蘭臺軌範》、《醫舉源流論》、《論傷寒類方》等，都為醫學之籍。他的歌曲有《洄溪道情》三十余首。